# اچ‌ام‌اس سنچوریون (۱۶۵۰)
اچ‌ام‌اس سنچوریون (۱۶۵۰) (به انگلیسی: HMS Centurion (1650)) یک کشتی بود که طول آن ۱۰۴ فوت (۳۱٫۷ متر) بود.